# Jūra
De Jūra is een rivier in het westen van Litouwen. De rivier is 177 km lang en mondt uit in de Memel. De naam van de rivier komt van het Litouwse woord jūra, dat zee betekent. Tauragė en Rietavas zijn de grootste steden aan de Jūra.
- Library of Congress Control Number: n81033965
- Système universitaire de documentation: 027434141
- Virtual International Authority File: 155481782

}